# Daniel Nathans
Daniel Nathans (Wilmington, 30 ottobre 1928 – Baltimora, 16 novembre 1999) è stato un biologo statunitense, vincitore del premio Nobel per la medicina nel 1978.

## Infanzia, adolescenza ed istruzione
Nathans nacque a Wilmington, nel Delaware, ultimo di nove figli nati da genitori immigrati ebrei russi. Durante la Grande Depressione il padre perse la sua piccola impresa e rimase a lungo disoccupato.
Nathans ha frequentato le scuole pubbliche e poi l'Università del Delaware, dove ha conseguito la laurea in chimica nel 1950. Nel 1954 si è laureato in medicina presso la Washington University di St. Louis e ha svolto un tirocinio di un anno presso il Presbyterian Medical Center con Robert Loeb.
Desideroso di una pausa prima della specializzazione in medicina, Nathans divenne associato clinico presso il National Cancer Institute del National Institutes of Health di Bethesd, nel Maryland. Lì divideva il suo tempo tra l'assistenza dei pazienti sottoposti a chemioterapia sperimentale e la ricerca sui tumori plasmacellulari recentemente scoperti nei topi, simili al mieloma multiplo umano. Colpito da quanto poco si sapesse sulla biologia del cancro, si interessò alla sintesi proteica nei tumori del mieloma e pubblicò i suoi primi articoli su questa ricerca.
Nel 1957 Nathans tornò al Columbia Presbyterian Medical Center per una specializzazione di due anni, sempre al servizio di Robert Loeb. Continuò a lavorare sul problema della sintesi proteica quando ne aveva il tempo. Infine, nel 1959 decise di dedicarsi completamente alla suddetta ricerca, divenendo così ricercatore associato presso il laboratorio di Fritz Lipmann al Rockefeller Institute di New York.

## Carriera
Nel 1962, Nathans arrivò alla Johns Hopkins School of Medicine in qualità di professore assistente di microbiologia. È stato promosso a professore associato nel 1965 ed a professore nel 1967. Nel 1972 divenne direttore del dipartimento di microbiologia, rimanendo tale fino al 1982. Il dipartimento di microbiologia venne rinominato in dipartimento di biologia molecolare e genetica nel 1981.
Nel 1982 la Johns Hopkins University nominò Nathans professore universitario, ruolo che ricoprì fino alla data della sua morte, 1999. Nel 1982 divenne inoltre ricercatore senior dell'unità Howard Hughes Medical Institute della Johns Hopkins School of Medicine.
Dal 1995 al 1996 Nathans fu presidente ad interim della Johns Hopkins University.
Nel gennaio 1999, la Johns Hopkins School of Medicine ha costituito il McKusick-Nathans Institute of Genetic Medicine, un centro multidisciplinare di ricerca e clinica intitolato a Nathans e al pioniere della genetica medica Victor Mc McKusick.
Nel corso della sua carriera, Nathans ha ricevuto anche sei dottorati honoris causa.

## Premi
- 1967: Premio Selman Waksman in Microbiologia
- 1976: NAS Premio in Biologia Molecolare
- 1977: Eletto all'Accademia Americana delle Arti e delle Scienze[3]
- 1978: Premio Nobel per la Fisiologia o la Medicina
- 1979: Eletto all'Accademia Nazionale delle Scienze[4]
- 1985: Eletto alla American Philosophical Society[5].
- 1993: Medaglia nazionale della scienza